# Темсах
AB-14 Темсах («аль-темсах» — крокодил) — иорданская тяжёлая боевая машина пехоты, созданная на шасси танка «Центурион». Прототип БМП был впервые продемонстрирован на международной выставке вооружений в Абу-Даби (ОАЭ) в марте 2001 года.

## История создания и конструкция
Темсах была разработана южноафриканской фирмой Mechanology Design Bureau (MDB) совместно с фирмой King Abdullah II Design & Development Bureau (KADDB). Целью разработки является использование шасси устаревшего танка «Тарик» (Тарик — иорданское название британского танка «Центурион»), который иорданские сухопутные войска снимают с вооружения, так как они получают взамен танки британских сухопутных войск Челленджер-1, известные под местным названием Al-Hussein. В разработке машины (первоначально имела обозначение «проект АВ14») принимали участие южноафриканское КБ MDB и английская фирма Helio. В этой связи также упоминалось украинское предприятие Завод имени Малышева, которое вело альтернативную разработку «проекта АВ13». Масштабный макет будущей БМП был впервые на выставке SOFEX 2000 (вместе с АВ-13).
Чтобы сделать БМП с классической компоновкой иорданцы пошли на оригинальное решение: шасси было перевернуто «задом наперёд», чтобы двигатель находился спереди, а освободившееся место для обитаемого пространства — сзади. Причем моторно-трансмиссионное отделение занимает всю переднюю часть корпуса — от борта до борта. Низкопрофильный сварной корпус имеет рациональные углы наклона и значительную по толщине броню, ходовая часть закрыта массивными противокумулятивными экранами. Бронирование значительно усилено по сравнению с базовым шасси Центуриона. Оно обеспечивает защиту находящегося внутри машины экипажа и десанта не только от огня стрелкового оружия, но и от артиллерийских боеприпасов. Конструкция корпуса предусматривает установку динамической защиты, что в будущем сделает тяжелую БМП более живучей в условиях воздействия на него огня РПГ. Значительный заброневой объем позволил разместить внутри корпуса большой запас топлива (950 л.) и воздухоочистительную установку для двигателя, а также полноценное отделение пехоты.
В качестве основного вооружения БМП планируется использовать 20-мм скорострельную автоматическую пушку, для совместной разработки которой KADDB выбрала фирму Helio. Боевой модуль, установленный на прототипе, получил обозначение SWARM (Stabilised Weapon and Reconnaissance Mounting). В существующем варианте БМП оснащена вынесенной установкой с пушкой М621 фирмы GIAT и спаренным 7,62-мм пулеметом, на некоторых модификациях будут устанавливаться ПТРК (ZT-35 Ingwe южноафриканского производства с дальностью от 500 до 5000 м). В систему управления огнём входит лазерный дальномер, телевизионный дневной/ночной прицел, тепловизионная камера и стабилизатор вооружения. В состав оборудования также входят датчики системы предупреждения о лазерном облучении AVIMO LWD2. В передней части корпуса размещены две пусковые установки дымовых гранатометов.
На БМП установлен 12-цилиндровый дизельный двигатель с турбонаддувом AVDS-1790-V12 и автоматическая трансмиссия «Аллисон» CD 1000, которая имеет две передачи переднего и одну заднего хода. Выхлопной патрубок выведен на правый борт. Ходовая часть машины состоит из шести опорных катков (на борт) с передним расположением ведущего колеса. Подвеска — гидропневматическая балансирная, динамический ход катка составляет +350 и −100 мм
Экипаж составляет два человека: механик-водитель и командир, он же оператор комплекса вооружения. Десантное отделение БМП рассчитано на размещение 10 пехотинцев в полном снаряжении (оно довольно просторно и имеет длину 3350 мм, ширину 1770 мм и высоту 1455 мм).
Бойницы для ведения огня из личного оружия в машине не оборудованы. Однако для ведения наблюдения за местностью десантом могут устанавливаться телекамеры, а внутри десантного отделения 4 жидкокристаллических телемонитора. Пехотинцы в машине располагаются вдоль бортов, спиной к ним. Для посадки и высадки десанта машина оборудована откидной аппарелью в кормовой части с механическим приводом. Также имеются люки в задней части крыши десантного отделения. Их количество в зависимости от варианта машины может быть различным — от одного до шести.
Внутри машины под сиденьями десанта оборудованы укладки для сухого пайка и воды на всех находящихся в машине людей. Как заявляют разработчики, запасы воды и продовольствия обеспечивают машине возможность действовать автономно в течение 48 часов. На БМП имеется система коллективной защиты, которая включает систему защиты от ОМП с кондиционером и фильтро-вентиляционной установкой, а также противопожарное оборудование.

## Варианты
Помимо базовой модели (прототипа) оснащённого боевым модулем SWARM, фирмой KADDB были представлены ещё два варианта машины с различным вооружением. Один из них имеет 20-мм автоматическую пушку и сдвоенную ПУ ПТУР Ingwe в низкопрофильной вынесенной башенке, которая расположена на цилиндрическом основании (вероятно, эта башня создана как облегченный вариант вынесенного вооружения), а в её правой части находится комбинированный прицельный комплекс. Сообщалось, что эта разработка велась совместно с южноафриканской фирмой Mechanology Design Bureau (MDB), CLS Jordan и американской General Dynamics. Другой вариант оснащен уже более объемной башней (видимо, с более мощным бронированием), в которой помимо 20-мм пушки, спаренного пулемета и прицельного комплекса установлена 4-контейнерная пусковая установка ПТУР Ingwe. При этом и пушка и пулемет вынесены из боевого отделения наружу. Эта машина отличается также более высокими перископическими приборами наблюдения водителя и командира, а дымовые гранатометы были перенесены с корпуса на башню.
Предусматриваются варианты использования шасси Темсаха в качестве гусеничной бронированной медицинской машины, командного пункта, БРЭМ, а также для базы под самоходные орудия и минометы. Представленный в 2006—2007 гг.. На крыше корпуса машины выполнена небольшая надстройка (рубка), имеющая со всех сторон относительно большие бронированные стекла, обеспечивающие хороший обзор из машины. При необходимости эти стекла закрываются бронированными щитками, в которых имеются щели для наблюдения.

## На вооружении
- Иордания — некоторое количество Темсах, по состоянию на 2016 год[5]